# Ermin Bičakčić
Ermin Bičakčić (* 24. ledna 1990, Zvornik, Jugoslávie) je bosenský fotbalový obránce a reprezentant, který hraje v německém klubu TSG Hoffenheim 1899. V mládí nastupoval za německou reprezentaci do 18 let. Má německé i bosenské občanství. Účastník Mistrovství světa 2014 v Brazílii.

## Klubová kariéra
V Německu hrál za kluby VfB Stuttgart a Eintracht Braunschweig. S Braunschweigem postoupil po sezóně 2012/13 ze 2. do 1. německé Bundesligy.

## Reprezentační kariéra

### Německo
Ermin Bičakčić obdržel 16. května 2008 německý pas a 22. května 2008 debutoval v německé reprezentaci U18 v utkání proti Turecku, které skončilo remízou 1:1.

### Bosna a Hercegovina
21. dubna 2009 nastoupil poprvé za bosenskou reprezentaci U19 v utkání proti Slovinsku. V květnu 2013 znovu nabyl bosenské občanství.
V bosenském reprezentačním A-mužstvu debutoval pod trenérem Safetem Sušićem 14. srpna 2013 proti týmu Spojených států amerických, kde nastoupil na hřiště v základní sestavě. Bosna a Hercegovina prohrála tento domácí přátelský zápas 3:4. 6. září 2013 nastoupil na domácím stadionu Bilino Polje v Zenici v kvalifikačním utkání na MS 2014 proti Slovensku, který Bosna prohrála 0:1. Šlo o první porážku bosenského týmu v tomto kvalifikačním cyklu. Nastoupil i v odvetném kvalifikačním zápase 10. září 2013 v Žilině, kde Bosna porazila Slovensko 2:1 a uchovala si naději na první místo v základní skupině G. Bičakčić v zápase vstřelil hlavou po rohovém kopu vyrovnávající branku na 1:1, když jej obránci Slovenska dostatečně nepokryli.
Zúčastnil se Mistrovství světa 2014 v Brazílii, kde Bosna a Hercegovina obsadila se 3 body nepostupové třetí místo v základní skupině F.